# کریمسک
شهر کریمسک (به روسی: Крымск) در کشور روسیه و در کرای کراسنودار واقع شده‌است.